# Предводители дворянства Минской губернии

## Предводители (маршалы, маршалки) дворянства Минской губернии
| Фамилия, Имя Отчество                      | Период руководства                   | Должности и Чины                                                                                            | Награды |
| ------------------------------------------ | ------------------------------------ | --- | --- |
| Хоминский, Франциск Ксаверий               | 1794—1797                            | маршалок Литовского Трибунала (1786), староста Пинский, воевода Мстиславский (1788), Тайный советник (1796) | Орден Белого орла, Орден Святого Станислава |
| Франтишек Сапега                           | 1797 (назначен императором Павлом I) | | |
| Бернович, Михаил Ежевич-Вильгельмович      | 1796—1799 (исполнял обязанности)     | маршалок Слуцкого повета                                                                                    | Орден Святого Станислава, Орден Белого орла |
| Ванькович, Иосиф Матвеевич                 | 1799—1802 (исполнял обязанности)     | маршалок Минского повета                                                                                    | Орден Святой Анны 2 степени, Орден Святого Станислава |
| Ванькович, Станислав-Никодем Александрович | 1802—1806                            | Староста Сяноженский, Комисар цивильно-военный                                                              | Орден Святой Анны 2 степени |
| Володкович, Иосиф Михайлович               | 1806—1811                            | Ротмистр Кавалерии Народной                                                                                 | Орден Святого Станислава (Польша) |
| Рокицкий, Людвик Михайлович                | 1811—1814                            | маршалок Речицкого повета                                                                                   | Орден Святой Анны 2 степени |
| Зенович, Михаил Антонович                  | 1814—1823                            | Писарь Ассесорий Литовский маршалок Докшицкого повета, Подкоморий Борисовский                               | ? |
| Ошторп, Лев Францевич                      | 1823—1846                            | Статский советник, Действительный статский советник (с 1832)                                                | Орден Святой Анны 2 степени (и 1 степени ?), Орден Святого Владимира 4 степени (1829), Орден Святого Станислава 1 степени (1834), Святого Иоанна Иерусалимского командор |
| Горват, Оттон Игнатьевич                   | 1846—1853                            | Коллежский секретарь, Коллежский асессор                                                                    | ? |
| Слотвинский, Людвик Антонович              | 1853—1859                            | Камер-юнкер, Коллежский асессор, Статский советник (с 1856), Действительный статский советник (с 1858)      | ? |
| Лаппа, Александр Доминикович               | 1859—1863                            | Коллежский асессор                                                                                          | Орден Святого Станислава 3 степени, Орден Святого Владимира 4 степени, Медаль «В память войны 1853-1856 гг.» |
| Прошинский, Евстафий Станиславович         | 14.09.1863—1877                      | Коллежский асессор, Статский советник (с 1866), Действительный статский советник (с 1868)                   | Орден Святого Станислава 2 степени и 1 степени (1870), Орден Святой Анны 2 степени, Орден Святого Владимира 3 степени (4 октября 1863), Медаль «В память войны 1853-1856 гг.», Медаль «За усмирение польского мятежа» (1867), Знак отличия, учреждённый «За успешное введение в действие Положения 19 февраля 1861 г.», Знак отличия, учреждённый 24 ноября 1866 г. «За поземельное устройство государственных крестьян» |
| Павлов, Василий Иванович                   | 27.03.1877—1898                      | Полковник, Действительный статский советник (с 1868)                                                        | Орден Святого Станислава 2 степени, Орден Святой Анны 3 степени, Медаль «В память войны 1853-1856 гг.», Медаль «За усмирение польского мятежа» (1867), Знак Красного креста |
| Ратьков-Рожнов, Александр Геннадиевич      | 1898—1905                            | Статский советник, Действительный статский советник (с 1902)                                                | ? |
| Долгово-Сабуров, Александр Сергеевич       | 1898—1905                            | Камергер, Гофмейстер (с 1913), Действительный статский советник                                             | ? |